# Meier 19
Kurt Meier (* 24. September 1925 in Schöfflisdorf; † 2. November 2006 in Zürich) war ein Schweizer Polizist und Whistleblower.
Kurt Meier war Angehöriger der Stadtpolizei Zürich. Öffentlich bekannt wurde er unter dem polizeiinternen Namen Meier 19, der auch für eine Polizei- und Justizaffäre in der Stadt Zürich im Zusammenhang mit seiner Person steht. Der Kinofilm Meier 19 von Erich Schmid, basierend auf den Sachbuch-Recherchen von Paul Bösch, hat 2001 in der Schweiz noch einmal landesweite Schlagzeilen ausgelöst, nicht zuletzt weil er zum erfolgreichsten Dokumentarfilm des Jahres (Bundesamt für Kultur) in Kino und Fernsehen avancierte.

## Leben
Nach einer Lehre als Mechaniker trat Kurt Meier 1948 in die Zürcher Stadtpolizei ein und stieg 1958 zum Detektiv auf. Nach einer letzten Beförderung zum Detektivwachtmeister 1965 wurde Meier 1967 wegen Amtsgeheimnisverletzung entlassen, da er amtsinterne Dokumente über die Milde der Behörden gegenüber prominenten Verkehrssündern über die Anwältin Gertrud Heinzelmann veröffentlichen liess. In der Folge ergab sich aus einer Reihe von Prozessen gegen Kurt Meier die Zürcher Justiz- und Polizeiaffäre «Meier 19», die bis in die 1990er-Jahre die Zürcher Öffentlichkeit beschäftigte.
Ausgangspunkt für die Affäre Meier 19 waren eine Reihe von Zeitungsartikeln, die Ende Februar 1967 in verschiedenen Zeitungen, u. a. auch dem Boulevardblatt Blick, erschienen. In ihnen wurde über die Praxis der Stadtzürcher Polizei berichtet, gegenüber wohlhabenden, einflussreichen Persönlichkeiten aus Politik und Militär die Strassenverkehrsgesetze sehr locker anzuwenden. Konkret wurde berichtet, dass verschiedentlich Bussen aufgehoben worden seien und dass dem 75-jährigen Obersten a. D. Josef Guldimann trotz schwerer Vergehen im Strassenverkehr und vermuteter Fahruntauglichkeit ein zuvor entzogener Fahrausweis wieder zurückgegeben worden war.
Gegen Detektivwachtmeister Kurt Meier wurde daraufhin am 20. März 1967 eine Strafuntersuchung wegen Amtsgeheimnisverletzung, Amtsmissbrauch und Nötigung eingeleitet. Die Polizei und der Polizeivorstand schlugen gegen den unbequemen internen Kritiker Meier eine harte Gangart ein. Er wurde sofort vom Dienst suspendiert und erhielt keinen Lohn mehr. Die Zürcher Bezirksanwaltschaft verurteilte Meier am 8. Mai 1967 zu 14 Tagen Gefängnis, wogegen Meier sofort Rekurs einlegte und damit ein gerichtliches Verfahren erzwang. Trotz des hängigen Verfahrens kündigte der damalige Polizeivorstand Albert Sieber das Dienstverhältnis zwischen der Stadt und Kurt Meier auf Ende September 1967 auf.
Das Gerichtsverfahren am 23. August 1967 erregte starkes Interesse in der Zürcher Öffentlichkeit. Meiers Anwalt, der SP-Politiker Fritz Heeb, schilderte vor Gericht einige der Begünstigungsfälle ausführlich und plädierte auf Freispruch und Wiedereinstellung Meiers, da dieser die Pflicht zur Wahrung von Verfassung (Art. 4 der damaligen Bundesverfassung: «Alle Schweizer sind vor dem Gesetz gleich. Es gibt in der Schweiz keine Untertanenverhältnisse, keine Vorrechte des Orts, der Geburt, der Familien oder Personen») und Gesetz höher bewertet habe als die Pflicht zu Gehorsam und Wahrung des Amtsgeheimnisses. Das Bezirksgericht erkannte zwar die «achtenswerten Motive» Meiers an, wies aber darauf hin, dass er den verwaltungsinternen Weg für seine Beschwerden hätte benutzen müssen. Das Urteil gegen Meier wurde bestätigt, die Gefängnisstrafe aber in eine Busse von 400 Franken umgewandelt. Das Urteil wurde von Meier bis vor das Bundesgericht weitergezogen, dort jedoch am 24. Mai 1968 bestätigt.
Das Verfahren gegen Meier wurde von politisch aktiven Studenten der Universität Zürich um Thomas Held aufgegriffen. Meier 19 wurde für sie zu einem «Kronzeugen des Klassenkampfs». Am 26. August 1967 organisierte die Fortschrittliche Studentenschaft Zürich (FSZ) eine Kundgebung gegen die «korrupten Polizeichefs und ihre sauberen Freunde». Im Anschluss an die Kundgebung kam es zwar zu einigen Sachbeschädigungen und einem Verkehrschaos, eine Eskalation wie beim Globuskrawall am 29. Juni 1968 blieb aber aus. Dennoch berichtete Der Spiegel 1968, dass Meier 19 schuld am Ausbruch der «Weltjugend-Revolte im Rütli-Land» gewesen sei.
Der Hauptgrund für das anhaltende Interesse der Öffentlichkeit am Fall Meier 19 war der Vorwurf Meiers an den damaligen Chef der Zürcher Kriminalpolizei, Walter Hubatka, dieser habe 1963 einen unaufgeklärten Diebstahl von rund 88'000 Franken Lohngeldern aus der Polizeihauptwache entweder selbst begangen oder er sei darin verwickelt. Hinweise darauf glaubte Meier in der schlampig geführten Untersuchung des Falles zu finden. Dieser Vorwurf konnte nie bestätigt werden. Für die Jugendbewegung war der Fall Meier 19 ein willkommener Anlass, die Korruptheit des Establishments und den repressiven Charakter des Systems aufzuzeigen. Insbesondere nach den Polizeiübergriffen auf Jugendliche nach den sogenannten «Monsterkonzerten» in Zürich 1967/68 wurde die Polizei für die Jugendbewegung in Zürich bis weit in die 1980er-Jahre zum Feindbild schlechthin.
Eine Parlamentarische Untersuchungskommission (PUK) untersuchte im Oktober 1967 die verschiedenen, von Meier ans Licht gebrachten Fälle von Begünstigung, Protektion, krasser Ungleichbehandlung und Korruption bei der Stadtpolizei. Der Schlussbericht der PUK vom 24. Juni 1968 kam zwar zum Schluss, es habe einige Fälle von «Kameradenbegünstigung» und Unkorrektheiten gegeben, diese seien aber Einzelfälle gewesen. Aus diesem Grund könne nicht davon gesprochen werden, dass die Stadtpolizei «immer wieder mit ungleicher Elle» gemessen habe.
Meier bemühte sich noch jahrelang, aber immer wieder erfolglos, rehabilitiert zu werden. Mehrere Strafanzeigen Meiers gegen einzelne Mitglieder der Zürcher Behörden wirbelten viel Staub auf. Insbesondere der Streit über den Diebstahl der Lohngelder im Jahr 1963 zwischen Meier und Hubatka beschäftigte die Justiz noch bis 1975. Meier wurde wegen übler Nachrede gegen Hubatka in einem Flugblatt zur Höchststrafe von sechs Monaten Gefängnis und zur Zahlung von 4000 Franken Genugtuung sowie 10'000 Franken Umtriebsentschädigung verurteilt. In dem Urteil sahen die einen Zeitgenossen eine Abrechnung der bürgerlichen Justiz mit dem unangenehmen Mahner, die anderen die endgültige Ruhigstellung eines Querulanten und Revoluzzers. Das Bundesgericht reduzierte das Strafmass 1975 auf drei Monate. Dabei wurde vom Bundesgericht festgehalten, dass die Zürcher Justiz während der Untersuchung des Lohngeld-Diebstahls geschlampt habe und dass Meier diese Sache richtigerweise zur Anzeige brachte. Ein Flugblatt, welches Meier über Hubatka verbreitet hatte, wurde vom Gericht allerdings als üble Nachrede gewertet.
1995 versuchte Kurt Meier nach dem «Wirte-Korruptionsfall» um Raphael Huber und der «Peilflugzeugaffäre» zum letzten Mal mit einem Gesuch nach einer «tatsächlichen Untersuchung» seines Falles beim Justizdirektor Moritz Leuenberger, die Affäre Meier 19 zu seinen Gunsten zu klären. Das Gesuch wurde von Leuenberger wegen der Verjährung der Fälle abgelehnt. 1997 erschien ein Buch von Paul Bösch und 2001 ein Dokumentarfilm von Erich Schmid über die Affäre und die Person Meier 19.
1998 wurde Meier für seine ungerechtfertigte Entlassung finanziell entschädigt, der Zürcher Stadtrat zahlte ihm 50'000 Franken.
Am 2. November 2006 erlag Kurt Meier einem Krebsleiden. Den Nachlass von Kurt Meier und eine umfangreiche Materialsammlung zur Affäre verwahrt das Schweizerische Sozialarchiv in Zürich.

## Film
- Meier 19 von Erich Schmid, 35 mm, 98 Min.; Produktion: Ariadnefilm GmbH, Zumikon 2001; DVD- und VHS-Edition: Praesens, Zürich. ISAN 0000-0000-D85B-0000-5.[4]